# Servidor de consola

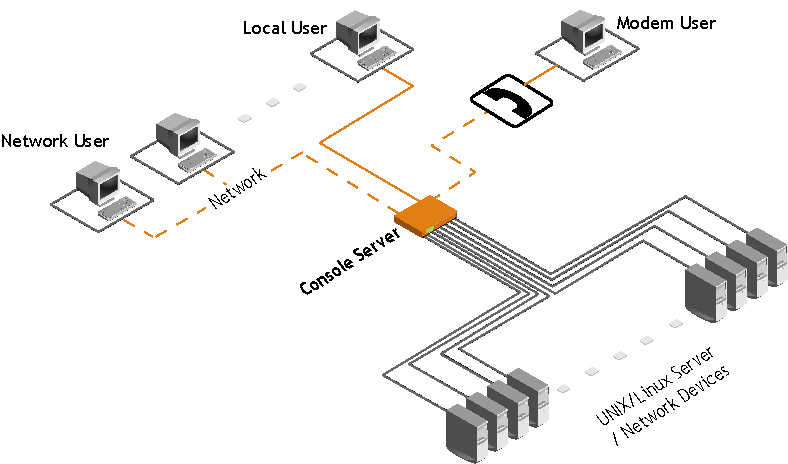
Ús d'un servidor de consola.

Un servidor de consola, servidor d'accés a consola, servidor d'administració de consola, concentrador sèrie o servidor sèrie de consola és un dispositiu o servei que permet accedir a la consola del sistema d'un equip informàtic a través de tecnologies d'interconnexió. Els principals proveïdors de servidors de consola (en ordre alfabètic) inclouen: Avocent (incloent Cyclades), Cisco, Digi, Lantronix, Perle, Raritan, Uplogix o Exemys, entre d'altres.

## Tipus
Habitualment, un servidor de consola proporciona un nombre de ports sèrie, que són connectats als ports sèries d'altres equips, com ara servidors, encaminadors o commutador de xarxa. Es pot accedir a les consoles dels equips connectats mitjançant una connexió al servidor de consola sobre un enllaç sèrie com pot ser un mòdem, o mitjançant amb un programari d'emulació de consola com telnet o ssh, mantenint una connectivitat estable que permet a usuaris remots registrar en els diferents consoles sense estar físicament a prop.
Molts usuaris han creat els seus propis servidors de consola utilitzant material informàtic disponible al mercat, normalment amb targetes sèrie multiport (com les de Cyclades, Perle o Digi), solen funcionar amb sistemes operatius tipus Linux.